# Aereo da trasporto militare
Un aereo da trasporto militare è un velivolo progettato per effettuare missioni di trasporto di materiale e personale in ambito militare, i quali si possono distinguere per il profilo di missione ai quali sono più indicati ovvero nel trasporto tattico e in quello strategico.
Oltre a queste due principali categorie vi sono velivoli destinati ad operazioni di trasporto di personale più specifiche, quelle legate al trasporto di personalità VIP, come ufficiali di alto grado della propria forza aerea o ospiti in caso di operazioni congiunte sia simulate che in ambito bellico, o in quei casi dove un aereo presidenziale è gestito dalla forza aerea.
Inoltre esiste una tipologia di velivolo militare indicato come aereo da collegamento, di solito di piccole dimensioni con capacità di pochi posti a sedere, che soprattutto in passato, prima dell'introduzione dei più versatili elicotteri, provvedevano alla necessità di spostare velocemente ufficiali comandanti in zona di guerra.